# تريشول
تريشول (بالسنسكريتية: त्रिशूल)‏، (بالإنجليزية: The trishula)‏؛ هو رمح ثلاثي الشعب، ورمز إلهي، يُستخدم، عادة، كواحدٍ من الرموز الرئيسية في الهندوسية.
في نيبال وتايلاند، غالبا ما يشير المصطلح أيضا إلى سلاح قصير القبضة يمكن تركيبه على داها "نَبُّوت: عصا غليظة". وغالبًا ما يكون على شكل نصلٍ وهو بذلك يختلف عن سلاح الساي. في اللغة الإندونيسية، يشير مصطلح تريشول بشكل خاص إلى رمح ثلاثي الشعب ذي مقبض طويل، بينما يُعرف النموذج المصغر بشكل أكثر شيوعًا باسم كابانغ "cabang" أو تكبي "tekpi". وهناك كلمة مشابهة، وهي "تريشل"، وهي الكلمة اليونانية التي تعني "صليب".

## اشتقاق الاسم
اشتق اسم تريشول من الكلمة السنسكريتية "त्रिशूल"، من त्रि (trí)، والتي تعني "ثلاثة ''، وशूल (la)، والتي تعني "دبوسًا أو وتدًا حديديًا حادًا''، مشيرًا في هذه الحالة إلى الشوكات الثلاثة للسلاح.

## الرمزية

تريشول شيفا مع دامارو
تفاصيل تريشول

"التريشول" هو سلاح ذو ثلاث رؤوس، ويُمثل رمزية متعددة وغنية بالمعاني. يُستخدم هذا السلاح بواسطة إله الهندوسية شيفا (Shiva)، ويُقال أنه استخدم لقطع رأس غانيشا (Ganesha). الإلهة دورجا (Durga) أيضًا تحمل "التريشول" كأحد أسلحتها العديدة. تُشير النقاط الثلاث في "التريشول" إلى معانٍ وأهمية متنوعة وترتبط بالعديد من القصص في الهندوسية.
في الثقافة الهندوسية، تُعتبر رموز الأسلحة والأدوات جزءًا هامًا من تمثيل الآلهة والإلهيات، وترتبط بشخصياتهم وصفاتهم وأفعالهم. وتعتبر "التريشول" رمزًا مهمًا للقوة والتوازن، بينما تتمتع الإلهة دورجا بالقوة والشجاعة لمواجهة الشر. يُشار أيضًا إلى أن النقاط الثلاث في "التريشول" قد تحمل معانٍ إضافية بناءً على التراث والعقائد الهندوسية المحددة. فكل نقطة قد ترمز إلى جانب معين من الكون أو الطبيعة أو الحياة الروحية. يقال إنها تمثل ثلاثيات مختلفة: الخلق، والحفظ، والدمار؛ الماضي، الحاضر والمستقبل؛ الجسد والعقل وأتمان. دارما أو داما (القانون والنظام)، النعيم/التمتع المتبادل والانبثاق/الهيئات المخلوقة؛ الرحمة والفرح والحب. الروحية والنفسية والنسبية؛ السعادة والراحة والملل. الكبرياء والسمعة والأنانية. الوضوح والمعرفة والحكمة. السماء والعقل والأرض. الروح والنار والأرض. الروح والعاطفة والروح المجسدة؛ المنطق والعاطفة والإيمان. الصلاة والظهور والسامية. البصيرة والصفاء و(مكافحة الغرور)؛ الممارسة والفهم والحكمة. الموت والصعود والقيامة. الخلق والنظام والدمار؛ والغانيشات الثلاثة: ساتفا وراجاس وتاماس.

## معرض صور

تريشول شيفا مع دامارو.
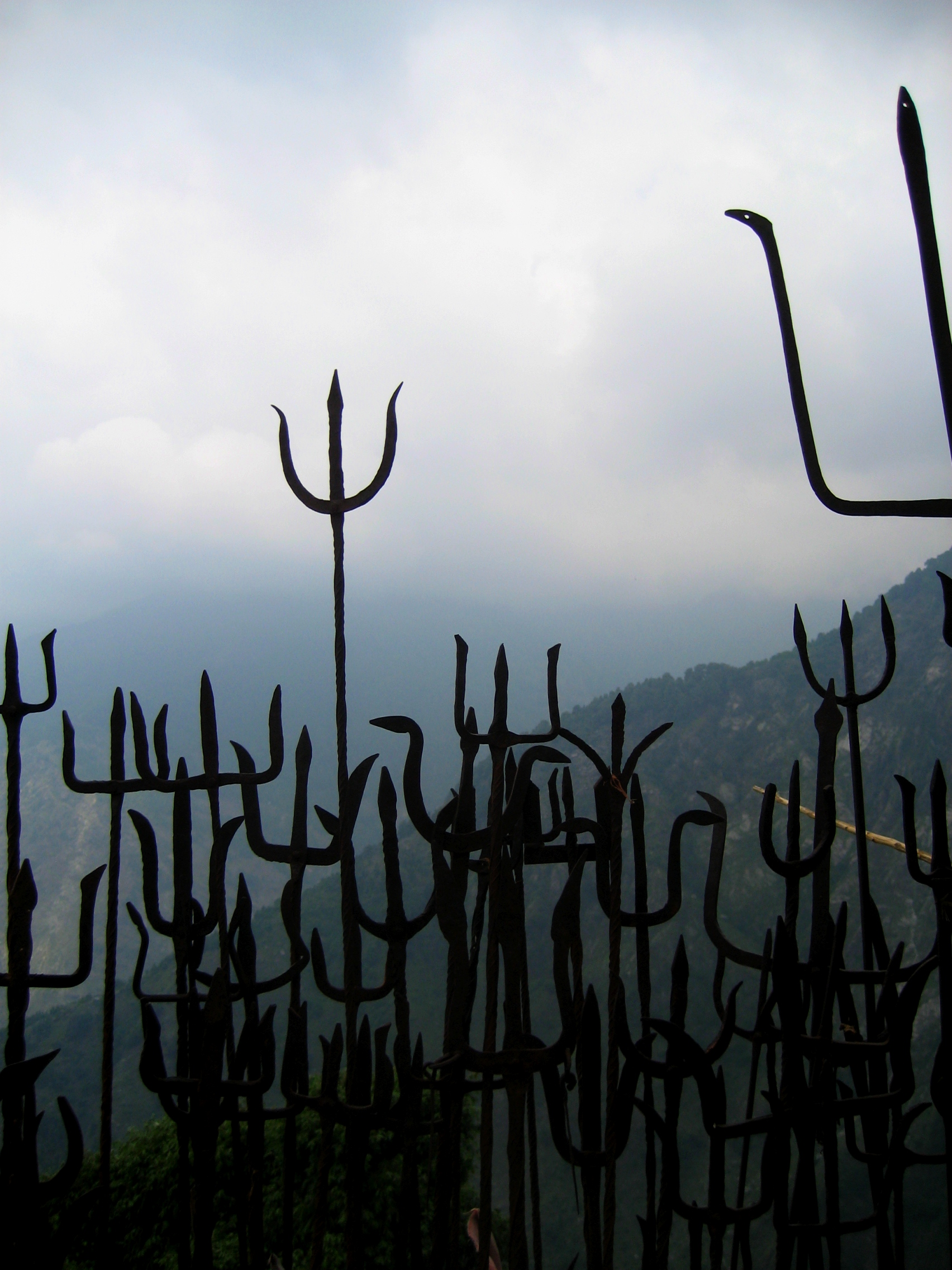
جلبت تريشول كقرابين إلى غونا ديفي، بالقرب من دارامسالا، هيماشال براديش.
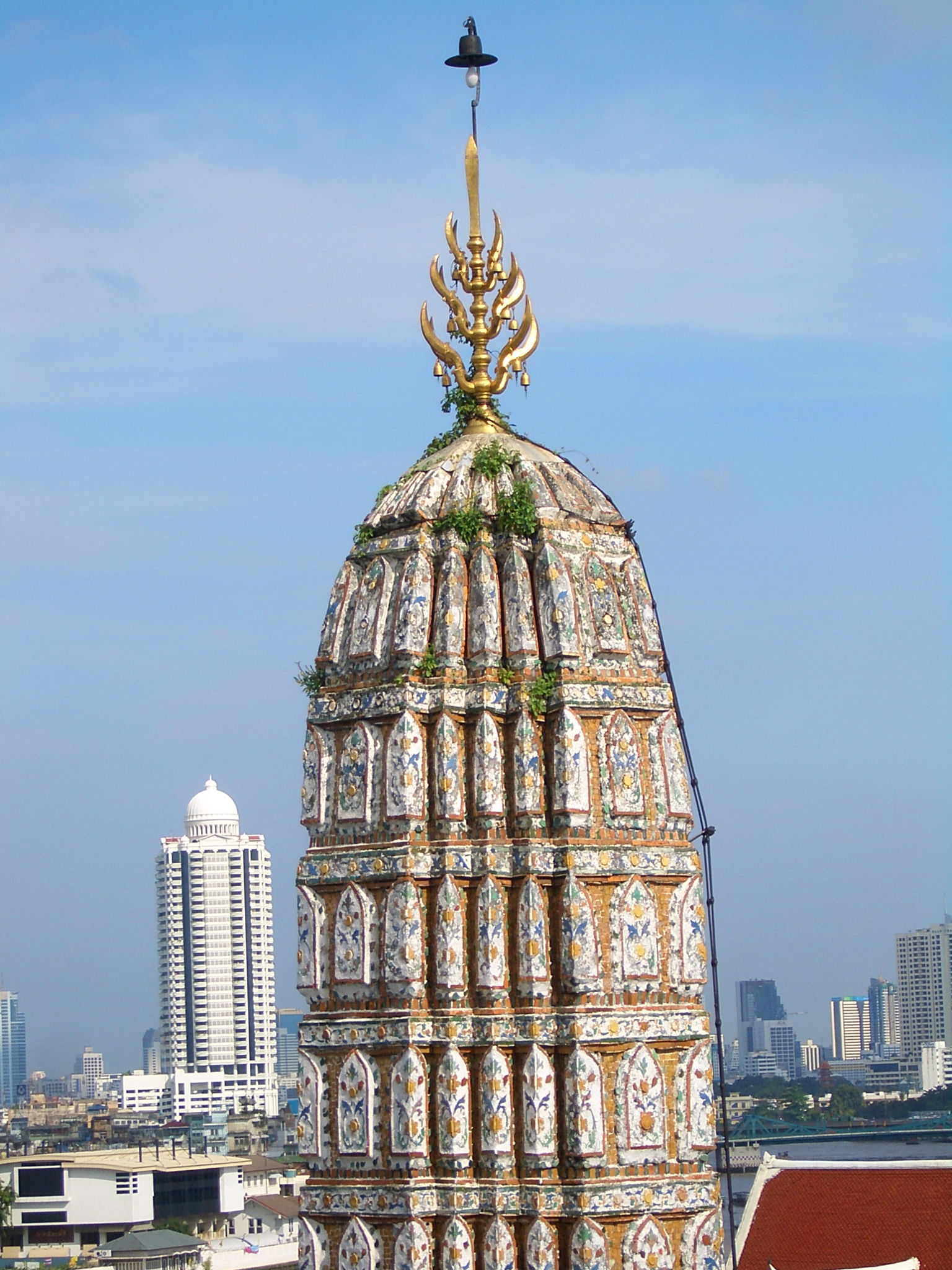
تريشول ذات سبعة شوكات على قمة وات آرون، والمعروفة أيضًا باسم 'ترايدنت شيفا ارون وات آرون. يمتد ترايدنت شيف من أعلى كل برج.
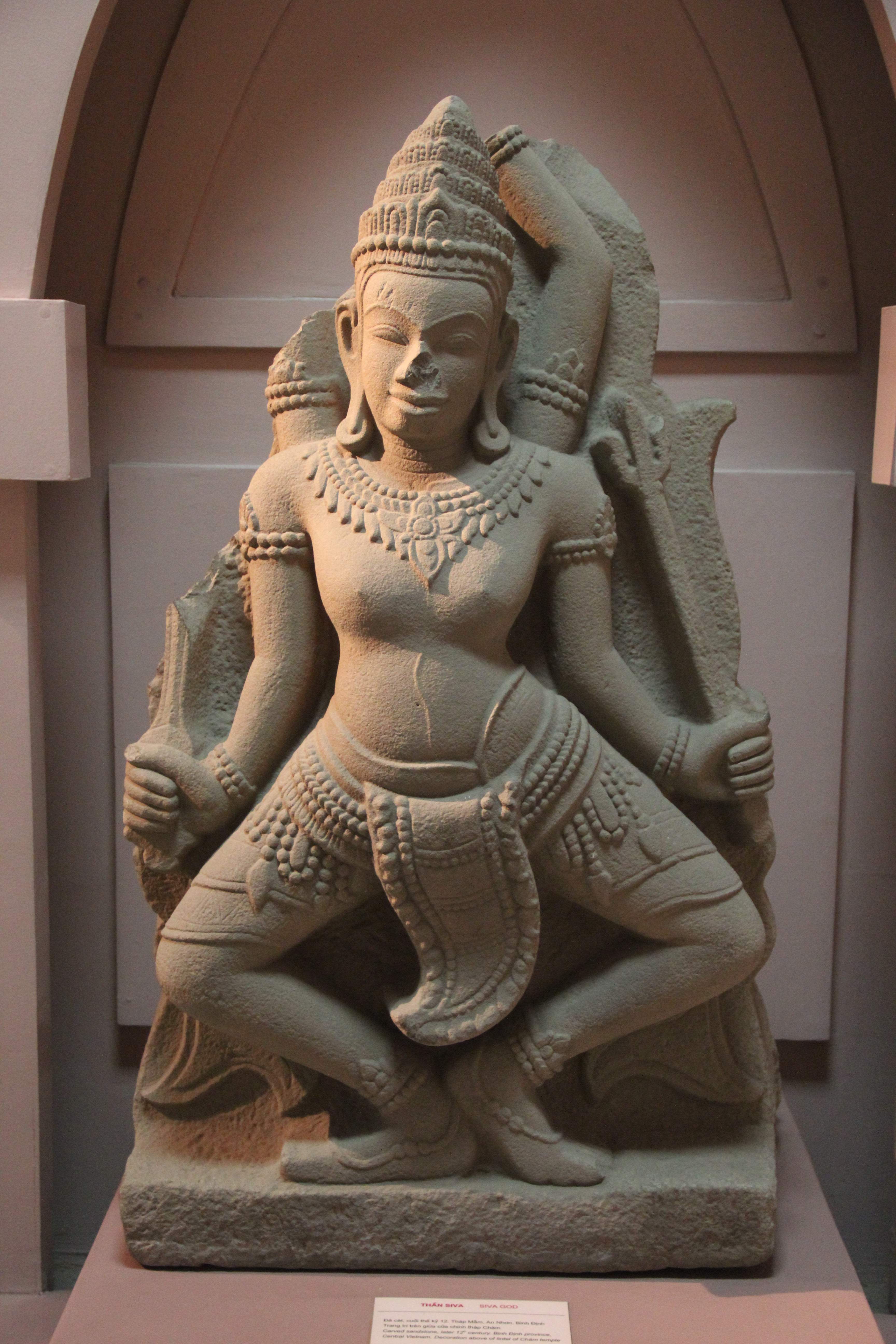
منحوتة شام منحوتة من الحجر الرملي لشيفا يحمل تريشول في جنوب شرق آسيا
شعار سلالة شاكري، البيت الملكي لتايلاند الذي تأسس عام 1782.
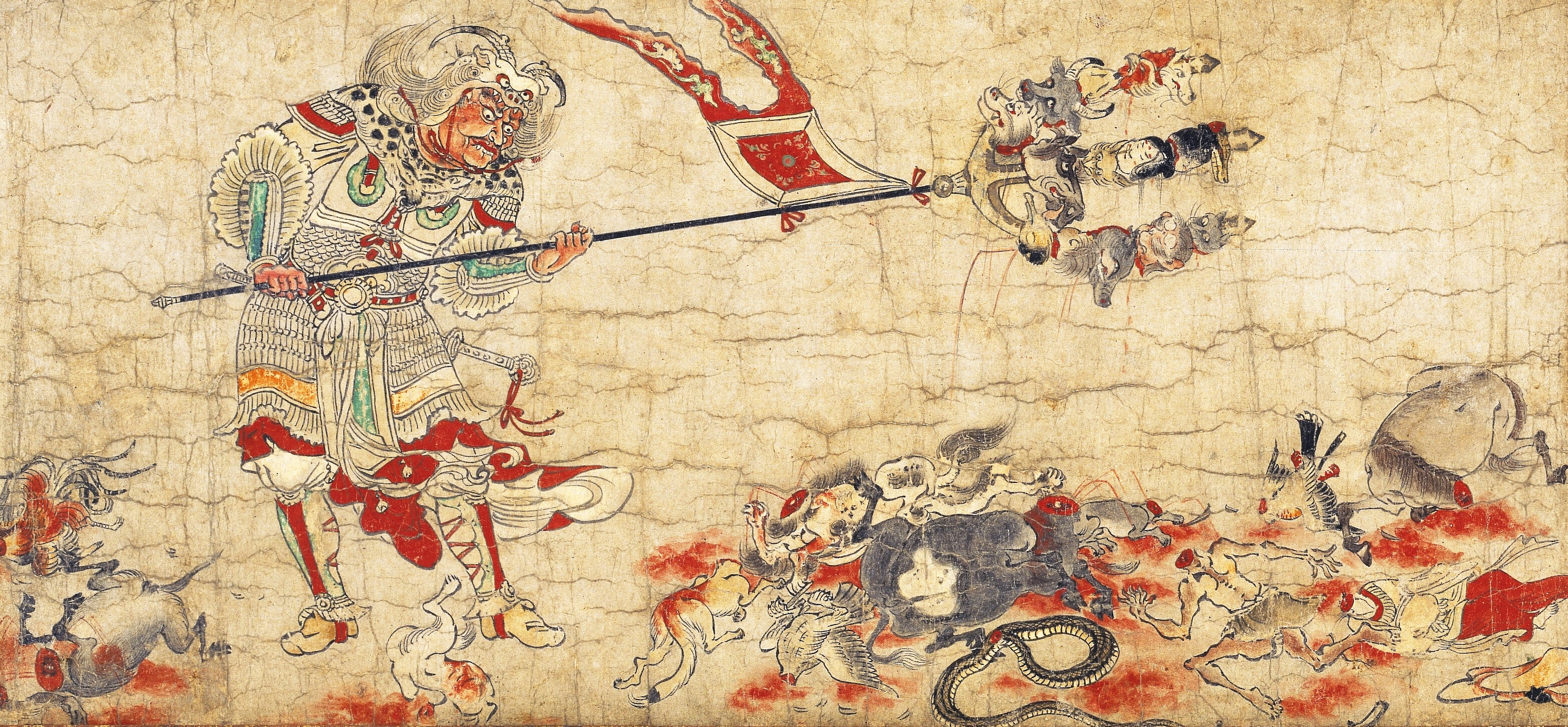
تصوير سيندان كينداتسوبا (أو كاندانا غاندارفا) باستخدام تريشول لقتل الشريرة والشياطين في مجموعة من خمس لوحات إبادة الشر.